# Coupe du monde de skeleton 2003-2004
La Coupe du monde 2003-2004 de Skeleton.

## Classement général masculin
| Rang | Nom              | Pays        | Points |
| ---- | ---------------- | ----------- | ------ |
| 1    | Kristan Bromley  | Royaume-Uni | 229    |
| 2    | Duff Gibson      | Canada      | 200    |
| 3    | Frank Kleber     | Allemagne   | 171    |
| 4    | Chris Soule      | États-Unis  | 166    |
| 5    | Kazuhiro Koshi   | Japon       | 150    |
| 6    | Kevin Ellis      | États-Unis  | 127    |
| 7    | Paul Boehm       | Canada      | 117    |
| 8    | Jim Shea         | États-Unis  | 114    |
| 9    | Philippe Cavoret | France      | 111    |
| 10   | Koushun Tojo     | Japon       | 107    |

## Classement général féminin
| Rang | Nom                   | Pays       | Points |
| ---- | --------------------- | ---------- | ------ |
| 1    | Lindsay Alcock        | Canada     | 157    |
| 2    | Diana Sartor          | Allemagne  | 139    |
| 3    | Michelle Kelly        | Canada     | 134    |
| 4    | Kerstin Jürgens       | Allemagne  | 109    |
| 5    | Tanja Morel           | Suisse     | 102    |
| 6    | Lea Ann Parsley       | États-Unis | 99     |
| 7    | Steffi Jacob          | Allemagne  | 95     |
| 8    | Mellisa Hollingsworth | Canada     | 93     |
| 9    | Katie Koczynski       | États-Unis | 86     |
| 10   | Tristan Gale          | États-Unis | 79     |

## Résultats

### Hommes
| Date             | Lieu        | Vainqueur       | Deuxième      | Troisième      |
| 29 novembre 2003 | Calgary     | Kristan Bromley | Gregor Stähli | Duff Gibson    |
| 6 décembre 2003  | Lake Placid | Kristan Bromley | Jim Shea      | Chris Soule    |
| 23 janvier 2004  | Lillehammer | Kristan Bromley | Koushun Tojo  | Duff Gibson    |
| 7 février 2004   | Sigulda     | Tomass Dukurs   | Frank Kleber  | Kazuhiro Koshi |
| 15 février 2004  | Altenberg   | Kristan Bromley | Duff Gibson   | Chris Soule    |

### Femmes
| Date             | Lieu        | Vainqueur       | Deuxième        | Troisième             |
| 29 novembre 2003 | Calgary     | Lindsay Alcock  | Michelle Kelly  | Mellisa Hollingsworth |
| 6 décembre 2003  | Lake Placid | Diana Sartor    | Lindsay Alcock  | Michelle Kelly        |
| 22 janvier 2004  | Lillehammer | Lindsay Alcock  | Lea Ann Parsley | Michelle Kelly        |
| 6 février 2004   | Sigulda     | Kerstin Jürgens | Steffi Jacob    | Diana Sartor          |
| 15 février 2004  | Altenberg   | Diana Sartor    | Lindsay Alcock  | Michelle Kelly        |